# 地域医療機能推進機構
独立行政法人地域医療機能推進機構（ちいきいりょうきのうすいしんきこう、英: Japan Community Healthcare Organization、略称: JCHO〈ジェイコー〉）は、東京都港区に本部を置く、厚生労働省所管の独立行政法人。かつて社会保険庁所管の団体が所有していた病院施設等を継承するために設立された。東京都港区に置かれる本部のほか北海道東北、関東、東海北陸、近畿中国四国、九州の5つの地区事務所がある。

## 沿革
かつて存在した社会保険庁は、2004年の公的年金流用問題を受けて解体され、その残余資産は年金・健康保険福祉施設整理機構により清算される予定であった。
しかし後に、国会では公立病院の存続を望む声が高まり、独立行政法人地域医療機能推進機構法が成立。2014年4月1日に独立行政法人地域医療機能推進機構が設立され、全国社会保険協会連合会・厚生年金事業振興団・船員保険会および前3者から施設運営を受託された年金・健康保険福祉施設整理機構から、57病院を含む100以上の施設を継承することとなった。

### 歴代理事長
| 地域医療機能推進機構理事長 | 地域医療機能推進機構理事長 | 地域医療機能推進機構理事長 | 地域医療機能推進機構理事長 | 地域医療機能推進機構理事長           |
| 代                         | 氏名                       | 就任日                     | 退任日                     | 前職                                 |
| -------------------------- | -------------------------- | -------------------------- | -------------------------- | ------------------------------------ |
| 1                          | 尾身茂                     | 2014年4月1日               | 2022年3月31日              | 年金・健康保険福祉施設整理機構理事長 |
| 2                          | 山本修一                   | 2022年4月1日               | 現職                       | 地域医療機能推進機構理事             |

## 運営施設

### 病院
正式名称は頭に「独立行政法人地域医療機能推進機構」を冠する。通称として、「JCHO○○病院」・「JCHO○○××センター」という名称が用いられる。全国に57の病院を擁する。
- 札幌北辰病院
- 北海道病院
- 登別病院
- 仙台南病院
- 仙台病院
- 秋田病院
- 二本松病院
- うつのみや病院
- 群馬中央病院
- さいたま北部医療センター
- 埼玉メディカルセンター
- 船橋中央病院
- 千葉病院
- 東京新宿メディカルセンター
- 東京山手メディカルセンター
- 東京蒲田医療センター
- 東京城東病院
- 東京高輪病院
- 横浜中央病院
- 横浜保土ケ谷中央病院
- 相模野病院
- 湯河原病院
- 山梨病院
- 高岡ふしき病院
- 金沢病院
- 福井勝山総合病院
- 若狭高浜病院
- 可児とうのう病院
- 三島総合病院
- 清水さくら病院
- 中京病院
- 四日市羽津医療センター
- 滋賀病院
- 京都鞍馬口医療センター
- 大和郡山病院
- 大阪病院
- 大阪みなと中央病院
- 星ヶ丘医療センター
- 神戸中央病院
- 玉造病院
- 徳山中央病院
- 下関医療センター
- りつりん病院
- 宇和島病院
- 高知西病院
- 九州病院
- 福岡ゆたか中央病院
- 久留米総合病院
- 佐賀中部病院
- 松浦中央病院[6]
- 諫早総合病院
- 人吉医療センター
- 天草中央総合病院
- 熊本総合病院
- 南海医療センター
- 湯布院病院
- 宮崎江南病院

### 看護専門学校
病院同様、正式名称は頭に「独立行政法人地域医療機能推進機構」を冠する。「JCHO○○病院（メディカルセンター）附属看護専門学校」という通称を用いる。全国に2校の看護専門学校を擁する。
- 東京新宿メディカルセンター附属看護専門学校
- 大阪病院附属看護専門学校

#### 廃止
- 船橋中央病院附属看護専門学校（2020年3月閉校）
- 中京病院附属看護専門学校（2021年3月閉校）
- 東京山手メディカルセンター附属看護専門学校（2024年3月閉校）
- 横浜中央病院附属看護専門学校（2024年3月閉校）
- 神戸中央病院附属看護専門学校（2024年3月閉校）

### その他の施設
運営する病院に附属する形で26の介護老人保健施設を有している。また、健康管理センター57、健康増進ホーム1、研修センター1、訪問看護ステーション32、地域包括支援センター13、在宅介護支援センター2、居宅介護支援センター30を有している。

## 関連人物
- 尾身茂（医師、医学者（地域医療・感染症・国際保健）、厚生官僚） - 前理事長